# Jauer (Sprache)

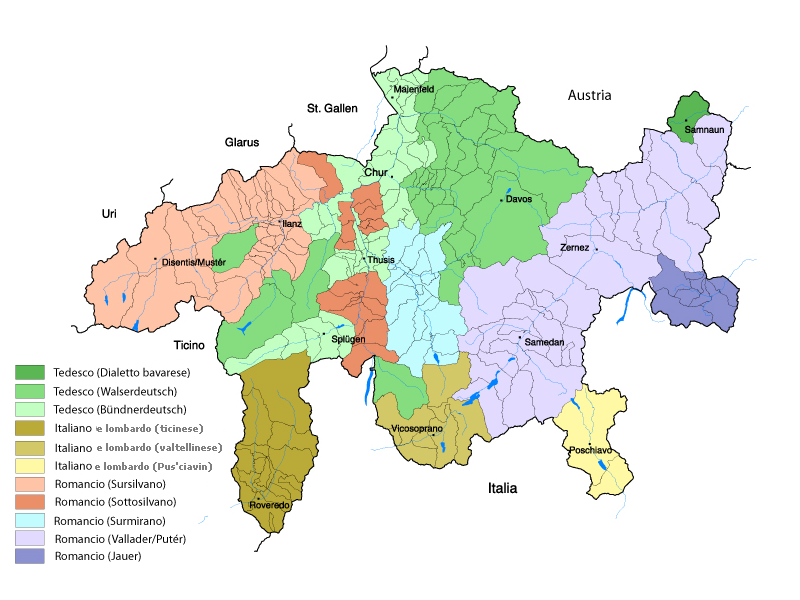
Die Bündner Sprachen – in dunkelviolett das Jauer

Jauer  [ˈjaʊ̯əɾ] (deutsch auch Münstertalerisch) bezeichnet den rätoromanischen Dialekt, der im Val Müstair (Kanton Graubünden) als angestammte Mehrheitssprache gesprochen wird.

## Begriff
Der Name leitet sich ab vom Wort für ich («jau»), das eine Besonderheit des Münstertals und der Ortschaft Zernez im Unterengadin (dort «jo») ist (im Unterschied zum «eu» im übrigen Unterengadin bzw. zum «eau» im Oberengadin). Die Bewohner des Münstertals heissen demnach «ils jauers» (deutsch: «die Jau-Sager»).
Interessanterweise hat sich Heinrich Schmid 1982 bei der Schaffung der Hochsprache Rumantsch Grischun gerade beim Wort «ich» nicht wie sonst üblich an die Angebote der grossen Idiome Sursilvan, Surmiran und Vallader gehalten (jeu/ia/eu), sondern das münstertaltypische «jau» gewählt. Somit sind heute – in einem etymologischen Sinne – alle Bündnerromanen «Jau-Sager», soweit sie in Rumantsch Grischun kommunizieren.

## Wesen des Dialekts
Der Dialekt hat nie eine eigene Schriftsprache entwickelt, das heisst Jauer hat nie Idiomstatus erreicht. Allerdings wurde zum Beispiel im Giuven Jauer, der 1938 von Tista Murk gegründeten Münstertaler Zeitung, bis 1943 durchaus teilweise in Jauer geschrieben, ja Jauer sogar propagiert und in der Rubrik „Sprachecke“ der Zeitung gelehrt.
In der Schule wurde bis 2008 in Vallader unterrichtet, von 2009 bis 2013 wurde im ganzen Tal bei schriftlichen Dokumenten und Verlautbarungen auf den Behörden und in der Schule die Einheitssprache Rumantsch Grischun verwendet. 2012 wurde eine Volksinitiative angenommen, die die Rückkehr zu Vallader als Alphabetisierungssprache bestimmt. Deren Umsetzung wird derzeit (Stand: 2013) vollzogen.
Eine auffällige Eigenheit des Jauer ist die ungewöhnliche Betonung derjenigen Verben, die andernorts in Romanischbünden auf betontes -ar enden. Im Münstertal werden diese auf der vorletzten Silbe betont und die Endung wird zu -er abgeschwächt, z. B. guárder statt guardár (deutsch schauen). Eine andere Eigentümlichkeit, insbesondere gegenüber dem Vallader, ist die Aussprache von betontem -an- als -aun-, so z. B. in rumauntsch statt rumantsch oder cháunter statt chantár (deutsch singen).

## Teil der ladinischen Sprachfamilie
Das Jauer gehört mit Vallader und Puter zu den ladinischen Sprachen im Kanton Graubünden. Eine wechselseitige Kommunikation unter Sprechern der drei Dialekte ist problemlos möglich.

## Neuere Entwicklung
Im Jahr 2007 erschien mit Plinio Meyer-Tschenetts Dschon Uein id atras istorias grischunas (deutsch Dschon Uein und andere Bündner Geschichten) zum ersten Mal ein auf Jauer geschriebenes Buch, das auch als Hörbuch verfügbar ist.